# Dicranoptycha acanthophallus
Dicranoptycha acanthophallus là một loài ruồi trong họ Limoniidae. Chúng phân bố ở miền Tân bắc.